# Баранець Віктор Миколайович
Віктор Миколайович Баранець (нар.. 10 листопада 1946, Барвінкове, Харківська область, Українська РСР, СРСР) — радянський і російський воєнний журналіст, публіцист, письменник, Заслужений журналіст Російської Федерації (2020).
Воєнний оглядач газети «Комсомольська правда», полковник у відставці. Член громадських ради при Міністерстві оборони та при Військово-промисловій комісії Російської Федерації, член Президії Загальноросійської громадської організації «Офіцери Росії».
Включений у березні 2019 року до бази центру «Миротворець».

## Біографія
Народився 10 листопада 1946 року в місті Барвінкове Харківської області Української РСР. У Збройних силах — з 1965 року (курсант навчального танкового полку). 1970 року закінчив факультет журналістики Львівського вищого військово-політичного училища, а 1978 року — редакторське відділення Військово-політичної академії імені В. І. Леніна. Військово-облікова спеціальність (ВУС) — «військовий журналіст із вищою освітою» (як записано у дипломі).
Служив в Україні, на Далекому Сході та у Західній групі радянських військ (ЗГВ) у Німеччині. Під час служби на Далекому Сході був кореспондентом дивізійної та окружної газет, потім — газети Групи радянських військ у Німеччині «Радянська армія» (майор). З 1983 року служив у Москві у військовому журналі. Був кореспондентом, начальником відділу та заступником головного редактора журналу «Комуніст Збройних сил».
Наприкінці 1986 року як військовий кореспондент журналу був у службовому відрядженні в Афганістані, перебував у зоні бойових дій, про що розповідав у своїх репортажах та книгах. Як і всім військовим журналістам, які працювали на афганській війні, йому надали статус учасника війни, про що свідчать документи Головного управління кадрів (ГУК) Міністерства оборони СРСР.
У травні 1991 року став референтом начальника Головного політичного управління Радянської армії та Військово-морського флоту (Главпура). Через три місяці стався серпневий путч. Про цей час згадував:

І мій похід у референти закінчився тим, що я вночі, як білогвардійський офіцер за часів жовтневого перевороту, зривав табличку зі своїх дверей, чекаючи приходу «більшовиків». У ті дні Главпур оголосили осиним гніздом комуністичного режиму і до нас дійшли чутки про швидкий арешт. Вночі я стояв у 50-метровій черзі до «моргу» (так ми називали піч, що диміла, в якій спалювали документи) зі своїм пудом листів. І при світлі печі заглядав у деякі з них. Запам'ятався лист прапорщика. Він писав начальнику Главпура, що його дружина загинула в автокатастрофі, а він залишився із трьома дітьми. А фінансист не виплачує йому допомогу. І благав про допомогу. І широка віза мого начальника на листі: «Тов. Баранцю, негайно розібратися та доповісти». Я стояв у цій нічній черзі і думав: «Що ж я такого поганого зробив у цьому світі, що „АіФ“ занесли мене до списків тих, кого треба заарештувати насамперед?!»
— Віктор Баранець
Працював військовим оглядачем газети «Правда». Був експертом-радником начальника Генерального штабу генерала армії Володимира Лобова, начальником інформаційно-аналітичного відділу, начальником управління інформації Міністерства оборони Росії. Нагороджений орденом «За службу Батьківщині у Збройних Силах СРСР» ІІІ ступеня та багатьма медалями.
Як військовий оглядач працював у зоні бойових дій та в інших «гарячих точках», зокрема, у Чечні та Дагестані.
У 1996 році, коли генерала армії Ігоря Родіонова призначили міністром оборони Росії, він запросив Баранця на посада свого прес-секретаря. Зазначав, що у Кремлі «засудили» міністра оборони:

Нам три-п'ять місяців не платили зарплату. А у військах — півроку!!! Офіцерські дружини в гарнізонах вже варили суп з лободи, щоб діти і чоловіки не померли з голоду! Якось, коли я проходив коридором, мене гукнув прапорщик-секретник: «Товаришу полковнику, спустіться в підвал, отримайте буханець хліба і шість банок кільки в томатному соусі». То була моя «зарплата». Ці слова, що пролунали в гучному коридорі Генштабу ЗС РФ, мене буквально заморозили. <…> Я приходив до «ядерного» управління, де стратеги працювали над планами застосування ядерної зброї, а в них смерділо борщем. Люди варили їжу просто у кабінетах. Полковники і навіть генерали «стріляли» один в одного сигарети. І я зрозумів, що треба дати «останній бій», піти на «самовбивство» — аби влада ще раз почула голос людини в погонах.
— Віктор Баранець
З 1998 року працює в газеті Комсомольська правда військовим оглядачем. Головні теми публікацій: військова аналітика, військово-патріотичне виховання, проблеми військового будівництва, перебіг військової реформи, викриття корупції, соціальний захист військовослужбовців та членів їхніх сімей, допомога людям у вирішенні життєвих питань. Після створення у 2009 році радіо «Комсомольська правда» веде там авторську програму «Військове ревю полковника Баранця» та «Аудіокнигу Віктора Баранця».
З листопада 2007 року веде блог під назвою «Людина з рушницею».
До 2012 року різко критикував Президента Російської Федерації Володимира Путіна та його команду за те, що не виконується програма забезпечення військовослужбовців, що звільняються, житлом і несвоєчасно виплачується грошове забезпечення.
15 грудня 2011 року під час « прямої лінії» з Володимиром Путіним запитав його про те, чому не було виконано обіцянку уряду до кінця 2010 року забезпечити житлом усіх звільнених офіцерів, чому голова Кабміну «боїться» відправляти у відставку міністрів, які провалили роботу на своїх робочих місцях. Після зустрічі президент похвалив Баранця за прямоту: «Така правда мені теж потрібна… Тому що ви висловлюєте те, що турбує армію. Я ціную таку офіцерську сміливість та прямоту».
У січні 2012 року Віктор Баранець став довіреною особою Володимира Путіна на виборах президента Росії у березні 2012 року . Грав активну роль у передвиборчій кампанії, беручи участь на боці Путіна під час дебатів у ЗМІ. 1 березня 2012 року опублікував у газеті « Красная звезда» агітаційний матеріал « Чому я обираю Путіна», в якому переконливо доводив, що інші претенденти на президентську посаду не мають такого багатого досвіду управління країною і тому довіряти їм капітанський місток не можна.
З 2022 року постійно виправдовує військові злочини Росії на території України у прокремлівських токшоу.
Автор книг «Єльцин та його генерали», «Втрачена армія», «Генштаб без таємниць», «Армія Росії — захисниця чи жертва?», «Честь мундира», «Офіцерський хрест», «Спецоперація Крим-2014», які розповідають про закулісне життя військового відомства у пострадянські роки та нинішньої російської армії.
Лауреат національної літературної премії РФ «Щит і меч Вітчизни», премії «Золоте перо Росії» Спілки журналістів Росії, премії Спілки журналістів Москви, премії «Гідність» імені Артема Боровика, премії Міністерства оборони СРСР. 18 листопада 2021 року став лауреатом загальноросійської премії імені Віталія Джибуті за високий професіоналізм у висвітленні військової тематики.
Вітав призначення Сергія Шойгу міністром оборони Росії, назвавши це «найкращим кадровим рішенням президента».
Указом Президента Російської Федерації В. В. Путіна від 18 липня 2012 року № 1021 Віктор Баранець увійшов до складу Ради з громадського телебачення Російської Федерації.
21 серпня 2020 року «за заслуги в розвитку вітчизняної журналістики, високий професіоналізм і багаторічну плідну роботу» Указом Президента Російської Федерації був удостоєний звання Заслужений журналіст Російської Федерації.

## Санкції
15 січня 2023 року, через підтримку вторгнення Росії в Україну, внесений до санкційного списку України, передбачається блокування активів на території країни, припинення виконання економічних і фінансових зобов'язань, припинення культурних обмінів і співпраці, позбавлення українських держнагород.

## Книги
- Ельцин и его генералы. Записки полковника Генштаба. — М. : Коллекция "Совершенно секретно", 1998. — 544 с. — 10000 прим. — ISBN 5-89048-058-8.
- Потерянная армия. — М. : Коллекция "Совершенно секретно", 1998. — 541 с. — 30000 прим. — ISBN 5-89048-062-6.
- Генштаб без тайн. Кн. 1. — М. : Политбюро, 1999. — 462 с. — ISBN 5-89756-020-X.
- Генштаб без тайн. Кн. 2. — М. : Политбюро, 1999. — 461 с. — ISBN 5-89756-021-8.
- Армия России: Защитница или жертва? Как мы снимали Сердюкова. — 2014. — 414 с. — 2000 прим. — ISBN 5804106619.
- Честь мундира, записки полковника. — М. : Книжный мир, 2017. — 446 с. — 2000 прим. — ISBN 978-5-9500332-7-8.
- Офицерский крест. Служба и любовь полковника Генштаба. — М. : издательство «Книжный мир», 2018. — 380 с. — 1000 прим. — ISBN 978-5-6041071-9-5.
- Спецоперация Крым. 2014: документально-художественное исследование : [документально-исторический роман : 16+]. — М. : Комсомольская правда, 2019. — 460 с. — (Особой важности) — 4000 прим. — ISBN 978-5-4470-0334-0.